# (612733) 2003 YU179
(612733) 2003 YU179 est un objet transneptunien faisant partie cubewanos. 

## Caractéristiques
(612733) 2003 YU179 a été découvert en 2003.
Avec l'aide du télecope Hubble, un satellite a été découvert en 2008, le primaire mesurait 193 km et le secondaire 106 km,, ils orbitent à 2 000 ± 200 km l'un de l'autre.